# Cao Yang
Cao Yang (chin. upr. 曹阳, chin. trad. 曹陽, pinyin Cáo Yáng; ur. 15 grudnia 1981 w Tiencinie) – chiński piłkarz występujący na pozycji obrońcy. Obecnie występuje w Tianjin Teda.
W 2007 roku wystąpił wraz ze swoją reprezentacją na Pucharze Azji.